# Афанасьев, Владимир Иванович (футболист)
Владимир Иванович Афанасьев (род. 4 февраля 1950, Биробиджан) — советский футболист, нападающий, защитник. Мастер спорта СССР. Футбольный функционер.
С семи лет начал тренироваться в группе подготовки команды мастеров «Химик» Дзержинск, тренер Валентин Александрович Ильин. На юношеском уровне играл в «Химике» и дубле горьковской «Волги». В 1968—1969 годах выступал за «Химик» в классе «Б». В 1970—1976, 1979—1981 годах играл во второй лиге за «Волгу». С 132 забитыми мячами — лучший бомбардир за всю историю горьковского футбола. В 1977—1978 годах — игрок команды «Звезда» Пермь.
В 1980 году окончил Ленинградский институт физкультуры имени П. Ф. Лесгафта. Начинал работать с детьми. В 1982—1987 годах — старший тренер футбольной команды «Радий» (Горький), трёхкратный чемпион Горьковской области (1983, 1985, 1986).
В 1987—1994 годах — председатель спортивного клуба «Радий».
В 1994—2002 годах — вице-президент Нижегородской областной федерации футбола.
С 2003 года — президент МФС «Приволжье» и Нижегородской областной федерации футбола.
Заслуженный работник физической культуры Российской Федерации.